# Abna al-dawla
Abnā' al-Dawla (en arabe : أبناء الدولة : fils de la révolution), ou simplement Abnāʾ, est un terme pour désigner les soldats Khorassaniens, qui ont participé à la révolution abbasside (en) de 749–750, et leurs descendants installés à Bagdad et en Irak. Cependant, le terme apparaît rarement dans les sources jusqu'à la quatrième Fitna (809-813), lorsque les Khorassaniens de Bagdad soutiennent le calife al-Amin contre son frère al-Ma'mun. En général, les termes ahl Khurāsān (« peuple de Khurasan ») et abnāʾ ahl Khurāsān (« fils du peuple de Khurasan ») sont plus fréquemment utilisés pour les Khorassaniens qui ont formé le pilier du régime abbasside. 
Après la révolution abbasside, les Abnāʾ deviennent l'élite dirigeante du califat abbasside, et forment le pilier de l'armée califale.Toutefois, après la victoire d'al-Ma'mun dans la guerre civile, les abnāʾ al-dawla sont largement remplacés par les fidèles persans de ce dernier. À partir du règne de al-Mu'tasim, son successeur, les esclaves turcs montent peu à peu au pouvoir.